# Haden Edwards
Haden Harrison Edwards (12 agosto 1771 – 14 agosto 1849) è stato un colono del Texas e speculatore. La Contea di Edwards è stata chiamata così in suo onore.
Haden Edwards nacque nella contea di Stafford in Virginia, figlio di John Edwards Senior, senatore del Kentucky. Nel 1820 Haden e suo fratello Benjamin acquistarono una piantagione vicino a Jackson (Mississippi). Nel 1825 Edwards ricevette una terra in Texas da parte del governo messicano, che gli permise di stabilirsi lì con la famiglia e di divenire così uno dei primi pionieri di origine anglosassone a stabilirsi in quella zona.
| Controllo di autorità | VIAF (EN) 11331212 · LCCN (EN) n86114670 |